# Saarnaki laid

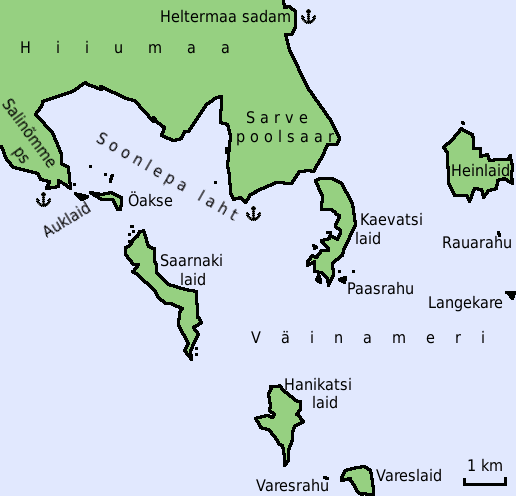
Dagö (Hiiumaa) ligger norr om Saarnaki laid. Öster om ön ligger bl.a. Hanikatsi laid, Vareslaid, Kaevatsi laid, Heinlaid och Langekare.

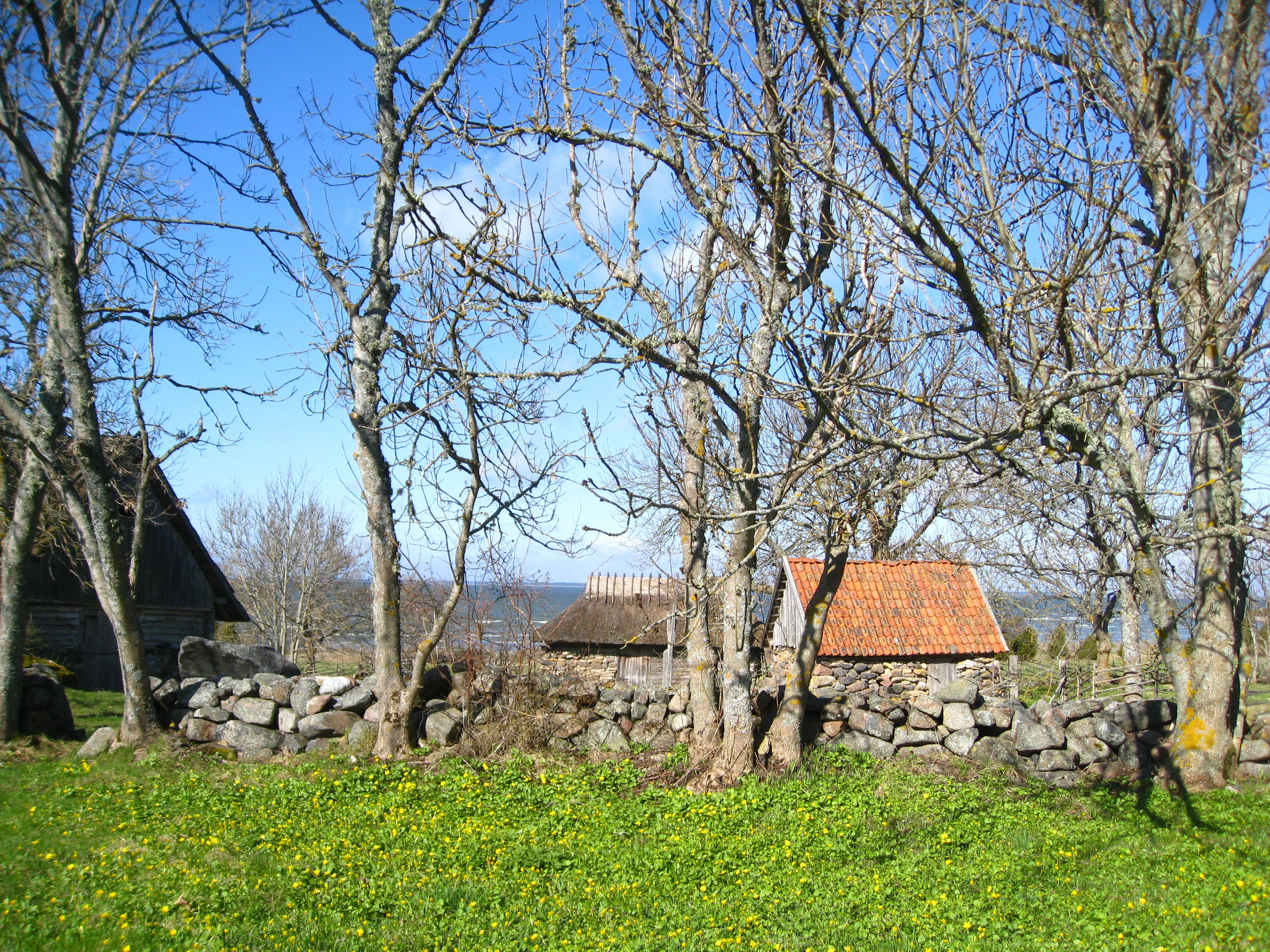
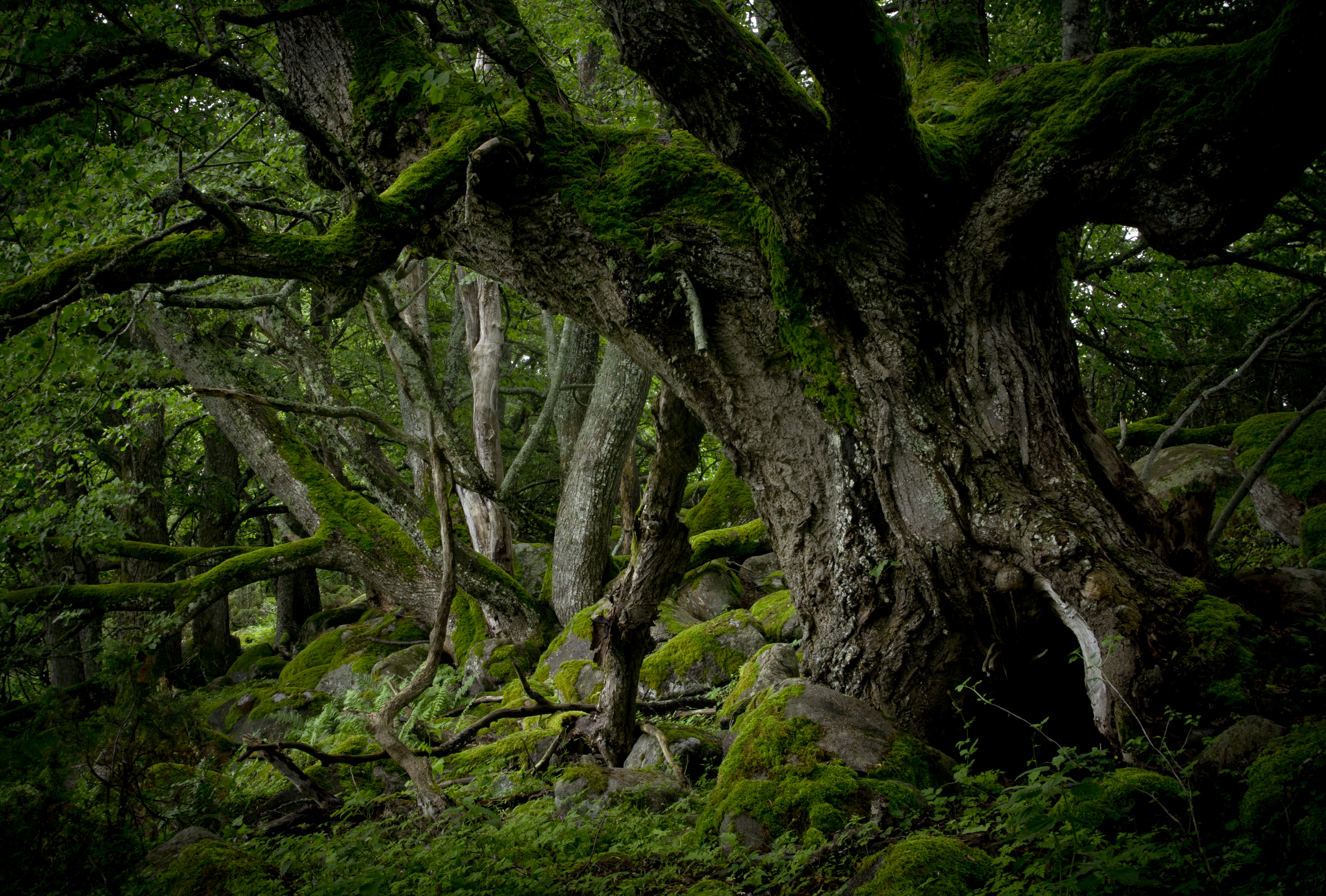
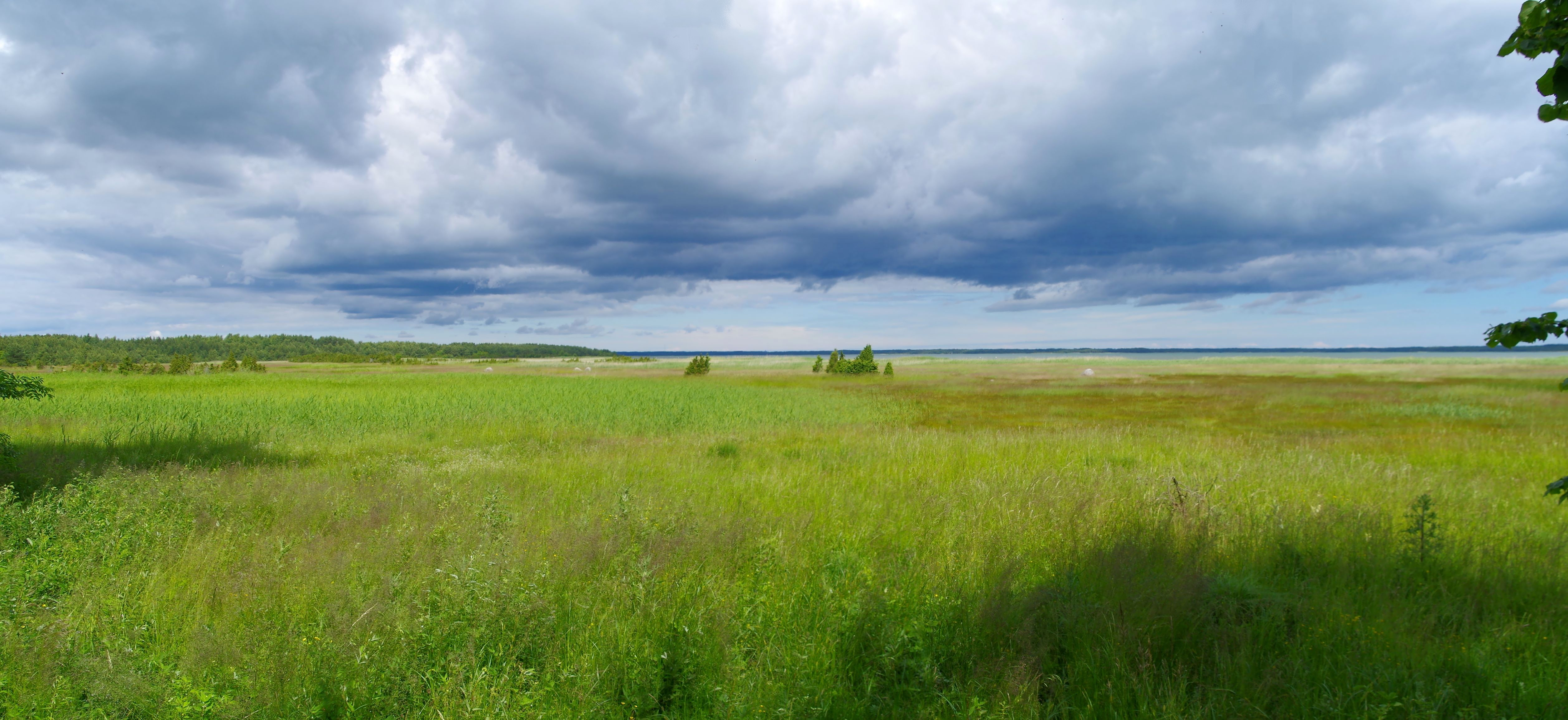
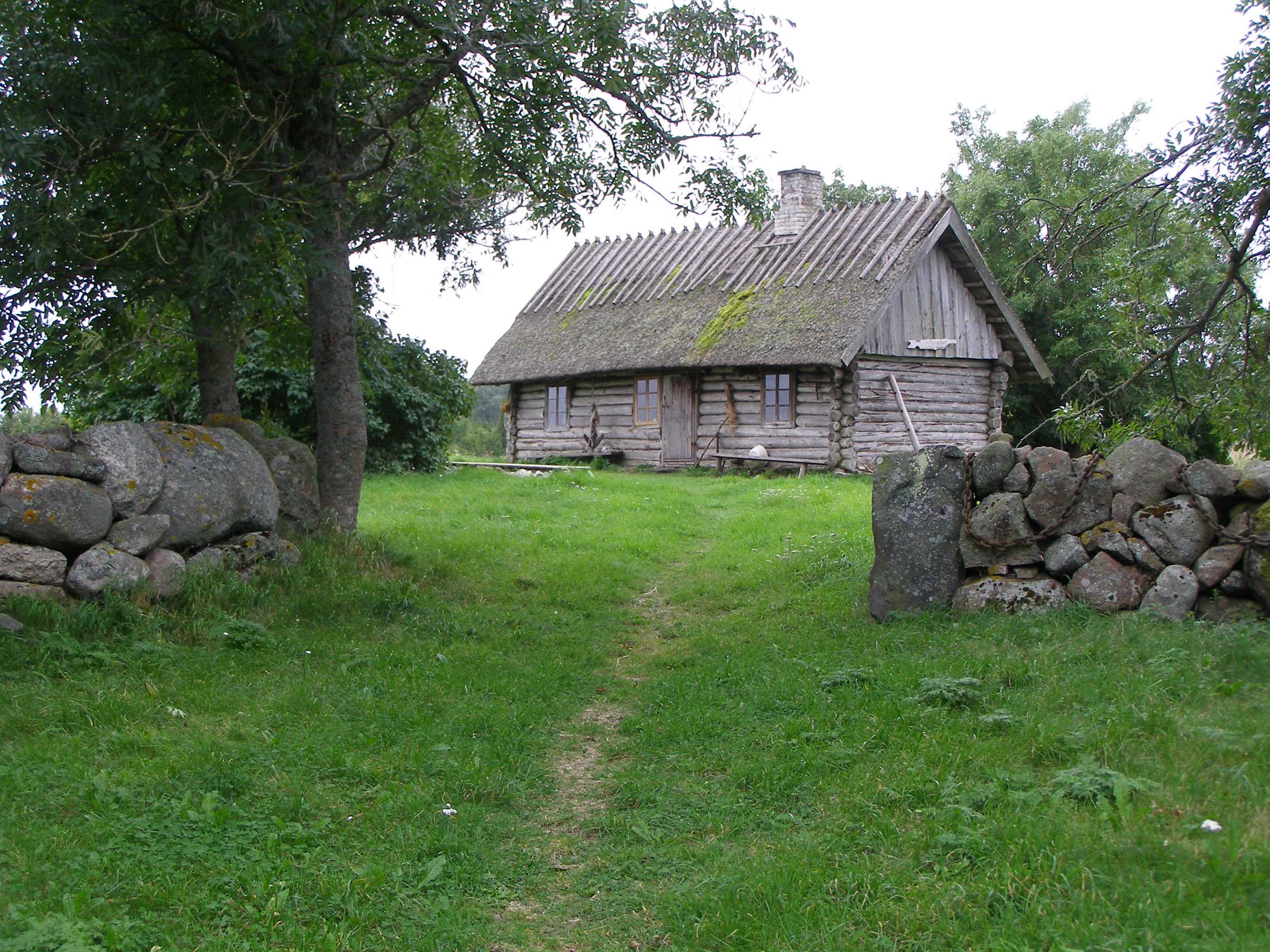

Saarnaki laid är en ö utanför Dagö i västra Estland. Den ligger i Pühalepa kommun i Hiiumaa (Dagö), 120 km sydväst om huvudstaden Tallinn. Arean är 1,4 kvadratkilometer.
De sista öborna lämnade ön 1973, sedan dess har den varit obebodd. Byggnader finns dock kvar, bland annat en kvarn från 1800-talet. Den ingår i ett naturskyddsområde. Den ligger sydväst om Sarve poolsaar, Dagös östligaste udde. Den ingår i en liten ögrupp i havsområdet Moonsund, som bland annat omfattar Hanikatsi laid, Kaevatsi laid och Heinlaid. 
Terrängen på Saarnaki laid är mycket platt. Öns högsta punkt, Ristimägi, är 9 meter över havet. Den sträcker sig 3,1 kilometer i nord-sydlig riktning, och 1,9 kilometer i öst-västlig riktning.